# Gian Luigi Frollo
Gian Luigi Frollo (* 8. Juni 1832 in Venedig; † 19. April 1899 in Bukarest) war ein italienisch-rumänischer Romanist, Italianist, Rumänist und Lexikograf.

## Leben und Werk
Gian Luigi (auch: Giovanni Luigi, meist: G. L.) Frollo studierte Jura in Padua (Abschluss 1856). Er ging als Hauslehrer nach Brăila und wurde dort 1863 auch Gymnasiallehrer für Italienisch (zu seinen Schülern gehörte Arturo Graf). 1869 wechselte er an das Gymnasium Matei Basarab nach Bukarest. Dort erwarb er sich einen Kreis von Bewunderern und Förderern, zu dem u. a. gehörten: Titu Maiorescu, Aron Densușianu und Bogdan Petriceicu Hasdeu. Gegen das in Bukarest alles beherrschende Französisch trat er für das Italienische ein und erreichte, dass der Lehrstuhl für Französisch nach dem 1877 eingetretenen Tod von Ulysse de Marsillac in einen Lehrstuhl für Romanische Philologie und Literaturen umgewandelt und 1878 mit ihm besetzt wurde. Seine Einführungsvorlesung behandelte den Nutzen der Romanischen Philologie für Rumänien.
Frollo publizierte ein viel benutztes italienisch-rumänisches Wörterbuch mit 42.000 Einträgen (plus 3000 Eigennamen), denen die erste Grammatik des Rumänischen auf Italienisch vorangestellt war, und machte sich um die Orthografie des Rumänischen verdient.

## Werke
- Lecţiuni de Limba şi Literatura italiană. Cursul I. Elemente de Gramatică. Lecturi şi traducţiuni, Brăila 1868
  - Lectiuni elementare de gramatica italiana, Bukarest 1879
- Limba română sį dialectele italiane. Schitą̆ filologică, Brăila 1869 (28 Seiten)
- Vocabolario italiano-romanesco, francese-romanesco e romanesco-italiano-francese con tre trattati grammaticali e con l'aggiunta dei principali nomi propri (nur erster Teil erschienen; zweiter Teil im Manuskript bis Buchstabe I)
  - 1.Vocabolario italiano-romanesco, Pest 1869, 625 Seiten
- O nouă incercare de solutiune a problemului ortograficu. Studiu filologico-criticu, Bukarest 1875